# Caotang, Shaanxi
Caotang (kinesiska: 草堂, 草堂镇) är en köpinghuvudort i Kina. Den ligger i provinsen Shaanxi, i den nordvästra delen av landet, omkring 30 kilometer sydväst om provinshuvudstaden Xi'an. Antalet invånare är 31 237. Befolkningen består av 14 880 kvinnor och 16 357 män. Barn under 15 år utgör 14,0 %, vuxna 15-64 år 77 %, och äldre över 65 år 8,0 %.
Runt Caotang är det tätbefolkat, med 530 invånare per kvadratkilometer. Närmaste större samhälle är Yuxia, 7,8 km väster om Caotang. I omgivningarna runt Caotang växer i huvudsak blandskog.
Genomsnittlig årsnederbörd är 907 millimeter. Den regnigaste månaden är juli, med i genomsnitt 186 mm nederbörd, och den torraste är december, med 3 mm nederbörd.